# Abaris Books
Abaris Books è una casa editrice scolastica statunitense con sede a Norwalk (CT), specializzata in libri d'arte.
Abaris è famosa per le sue raccolte di titoli in storia dell'arte e altri argomenti, e per i suoi cataloghi di rinomati artisti come Albrecht Dürer, Rembrandt, Marcantonio Raimondi, Jean Duvet, Wenceslaus Hollar, Antonio Tempesta, The Carraccis e Caravaggio. Fondata da Walter L. Strauss, Abaris prende il nome da Abaris Hyperboreos.